# Тангара (Риу-Гранди-ду-Норти)
Тангара (порт. Tangará)  —  муниципалитет в Бразилии, входит в штат Риу-Гранди-ду-Норти. Составная часть мезорегиона Сельскохозяйственный район штата Риу-Гранди-ду-Норти. Входит в экономико-статистический  микрорегион Борборема-Потигуар. Население составляет 13 526 человек на 2006 год. Занимает площадь 356,780 км². Плотность населения — 37,9 чел./км².

## История
Город основан 25 декабря 1958 года. 

## Статистика
- Валовой внутренний продукт на 2003 год составляет 28 870 548,00 реалов (данные: Бразильский институт географии и статистики).
- Валовой внутренний продукт на душу населения на 2003 год составляет 2241,50 реалов (данные: Бразильский институт географии и статистики).
- Индекс развития человеческого потенциала на 2000 год составляет 0,631 (данные: Программа развития ООН).